# Sellos de España en 2010
Los sellos de España en el año 2010 fueron puestos en circulación por la Sociedad Estatal Correos y Telégrafos de España (la impresión se realizó en la Fábrica Nacional de Moneda y Timbre). En total se emitieron 97 sellos postales (14 en hoja bloque), comprendidos en 54 series filatélicas de temáticas diversas.

## Descripción
| Fecha de emisión | Nombre de la serie y/o del sello (descripción) | Dimensiones (mm)            | Valor facial (en €) |
| ---------------- | --- | --------------------------- | ------------------- |
| 02.01            | «Autonomías» Carné de ocho sellos referentes a las comunidades autónomas españolas 1) Bandera y perfil geográfico de La Rioja | 35,0 × 24,5                 | A                   |
| 02.01            | 2) Bandera y perfil geográfico de la Región de Murcia | 35,0 × 24,5                 | A                   |
| 02.01            | 3) Bandera y perfil geográfico de la Comunidad Valenciana | 35,0 × 24,5                 | A                   |
| 02.01            | 4) Bandera y perfil geográfico de Aragón | 35,0 × 24,5                 | A                   |
| 02.01            | 5) Bandera y perfil geográfico del Castilla-La Mancha | 35,0 × 24,5                 | A                   |
| 02.01            | 6) Bandera y perfil geográfico de Canarias | 35,0 × 24,5                 | A                   |
| 02.01            | 7) El Palacio de las Cortes sede del Congreso de los Diputados y el escudo español | 35,0 × 24,5                 | A                   |
| 02.01            | 8) El edificio del Senado y su escudo | 35,0 × 24,5                 | A                   |
| 02.01            | «Turismo español» 1) Ilustración alusiva que muestra a una mujer con un mantón de Manila en una playa y un caballo blanco | 40,9 × 28,8                 | B                   |
| 20.01            | «Fauna - Mariposas» 1) La mariposa Artimelia latreillei | 35,0 × 24,5                 | 0,34                |
| 20.01            | 2) La mariposa Zygaena rhadamanthus | 35,0 × 24,5                 | 0,64                |
| 05.02            | «Serie básica» 1) La efigie del rey Juan Carlos I en color azul | 24,8 × 28,8                 | 0,34                |
| 05.02            | 1) La efigie del rey Juan Carlos I en color verde | 24,8 × 28,8                 | 0,45                |
| 05.02            | 2) La efigie del rey Juan Carlos I en color ocre | 24,8 × 28,8                 | 0,64                |
| 05.02            | 3) La efigie del rey Juan Carlos I en color violeta | 24,8 × 28,8                 | 2,75                |
| 11.02            | «Valores cívicos» 1) Dibujo alusivo al reciclaje | 40,9 × 28,8                 | 1,00                |
| 11.02            | 2) Dibujo alusivo al consumo responsable | 40,9 × 28,8                 | 2,00                |
| 18.02            | «Cerámica española» Cuatro objetos representantes de la cerámica de Talavera (cada sello muestra la mitad de dos objetos, cada uno en un extremo) 1) Un plato del año 1907 | 40,9 × 28,8                 | 0,34                |
| 18.02            | 2) Un ánfora del siglo XX | 40,9 × 28,8                 | 0,34                |
| 18.02            | 3) Un tintero polícromo del siglo XVIII | 40,9 × 28,8                 | 0,34                |
| 18.02            | 4) Un cántaro del siglo XVIII | 40,9 × 28,8                 | 0,34                |
| 22.02            | «Presidencia española de la Unión Europea» 1) El logotipo de la Presidencia española de la Unión Europea en el primer semestre de 2009, en amarillo y rojo | 40,9 × 28,8                 | 0,34                |
| 22.02            | 2) El logotipo de la Presidencia española de la Unión Europea en el primer semestre de 2009, en amarillo y gris | 40,9 × 28,8                 | 0,64                |
| 24.02            | «Instrumentos musicales» 1) Un saxófono tenor | 28,8 × 40,9                 | 0,45                |
| 01.03            | «Efemérides» 1) Dibujo alusivo al bicentenario de las Cortes Constituyentes de 1810 que muestra un libro abierto y con una mano estampada en la hoja izquierda, sobre el libro se ve el número 1810 | 28,8 × 40,9                 | 0,34                |
| 04.03            | «Catedrales» (HB) 1) Las catedrales de Plasencia en la localidad homónima: en el sello se reproduce un detalle de la parte exterior de la Sala Capitular de la Catedral Vieja. En la hoja bloque se ve la fachada principal plateresca de la Catedral Nueva | 28,8 × 40,9 (79,2 × 105,6)  | 2,75                |
| 09.03            | «Cine español» 1) Con motivo de los Premios Goya 2010, el sello reproduce a la izquierda la estatuilla de los Premios y a la derecha el cartel de la película Celda 211, ganadora del premio a la mejor película | 40,9 × 28,8                 | 0,34                |
| 01.04            | «Fauna - Mariposas» 1) La mariposa Euphydryas aurinia | 35,0 × 24,5                 | 0,34                |
| 01.04            | 2) La mariposa Zerynthia rumina | 35,0 × 24,5                 | 0,64                |
| 05.04            | «Cine español» 1) A la derecha el cartel de la película Ágora y a la izquierda las siete estatuillas de los Premios Goya con los que la película fue galardonada en la XXIV edición | 40,9 × 28,8                 | 0,34                |
| 07.04            | «Efemérides» 1) Diseño alusivo al bicentenario de las independencia de los países de América Latina | 40,9 × 28,8                 | 2,49                |
| 09.04            | «Instrumentos musicales» 1) Una trompeta | 28,8 × 40,9                 | 0,34                |
| 15.04            | «Patrimonio de la Humanidad» 1) Patio de la Casa de las Torres en Úbeda (provincia de Jaén) | 49,8 × 33,2                 | 0,45                |
| 15.04            | 2) El Palacio de Jabalquinto en Baeza (provincia de Jaén) | 49,8 × 33,2                 | 0,45                |
| 20.04            | «Urbanismo» 1) Fotografía del urbanista Carlos María de Castro, principal promotor del Ensanche de Madrid, y un plano del proyecto del ensanche | 28,8 × 40,9                 | 0,34                |
| 21.04            | «Urbanismo» 1) Diseño alusivo al centenario de la Gran Vía de Madrid | 40,9 × 28,8                 | 0,34                |
| 21.04            | «Expo Shanghái 2010» (HB) 1) Silueta del pabellón de España en la Expo Shanghái 2010 La hoja bloque muestra imágenes de las tres ciudades españolas participantes en la Expo: la fuente del dragón en el Parque Güell de Barcelona, el Museo Guggenheim de Bilbao y la fuente de Cibeles y el pabellón de Madrid, así como dos vistas del Galeón Andalucía que permanece anclado en el río Huangpu en los seis meses de la Expo | 40,9 × 28,8 (105,6 × 79,2)  | 2,49                |
| 23.04            | «Deportes» 1) Diseño alusivo con motivo del centenario del Levante UD, que muestra los colores del equipo, el escudo y el logotipo del centenario | 40,9 × 28,8                 | 0,34                |
| 30.04            | «Diarios centenarios» 1) El Correo de Bilbao con motivo del centenario de su existencia | 28,8 × 40,9                 | 0,34                |
| 06.05            | «Efemérides» (HB) 1) El sello imita la forma del estandarte del Reino de León con un león paseante en conmemoración del 1100º aniversario de la fundación del reino La hoja bloque muestra un mapa de la península ibérica del año 910, en el que se señala el territorio que poseía el Reino de León por ese entonces | 99,6 × 33,2 (120 × 76)      | 2,49                |
| 06.05            | «Europa 2010» 1) Serie anual a cargo de PostEurop, ese año bajo el tema Libros infantiles; el sello muestra una pintura que muestra una niña leyendo un libro en una mesa | 40,9 × 28,8                 | 0,64                |
| 13.05            | «Año Santo Compostelano - Xacobeo 2010» 1) Motivo alusivo al Xacobeo 2010 que muestra la silueta de un peregrino frente a la Catedral de Santiago de Compostela | 28,8 × 40,9                 | 0,34                |
| 20.05            | «Espacios naturales de España» 1) El parque natural de las Sierras de Cazorla, Segura y Las Villas en la provincia de Jaén | 57,6 × 40,9                 | 0,45                |
| 20.05            | 2) El Parque nacional de Garajonay en la isla de La Gomera (Canarias) | 57,6 × 40,9                 | 0,45                |
| 20.05            | 3) El Parque nacional de Doñana en Andalucía | 57,6 × 40,9                 | 0,45                |
| 04.06            | «Deportes» 1) Un lanzador de jabalina con motivo del XIV Campeonato Iberoamericano de Atletismo celebrado en San Fernando (Cádiz) entre el 3 y el 6 de junio | 28,8 × 40,9                 | 0,34                |
| 04.06            | 2) Barni, la mascota del XX Campeonato Europeo de Atletismo celebrado en Barcelona entre el 26 de julio y el 1 de agosto | 28,8 × 40,9                 | 0,64                |
| 04.06            | 3) El logotipo de la XIX Copa Mundial de Fútbol celebrada en Sudáfrica entre el 11 de junio y el 11 de julio de ese año | 28,8 × 40,9                 | 0,78                |
| 11.06            | «Personajes» 1) Retrato del médico y escritor Gregorio Marañón y la silueta de un microscopio | 40,9 × 28,8                 | 0,34                |
| 11.06            | 2) Retrato del guitarrista Julián Arcas y la silueta de una guitarra | 28,8 × 40,9                 | 0,34                |
| 12.06            | «25º aniversario del Acta de adhesión de España a las Comunidades Europeas» 1) Motivo alusivo | 28,8 × 40,9                 | 0,64                |
| 19.06            | «FILATEM 2010» (HB) 1) Imagen del Centro Cultural Internacional Oscar Niemeyer en Avilés con motivo de la Exposición de Filatelia Temática FILATEM Avilés 2010 La hoja bloque repriduce el cartel del evento | 40,9 × 28,8 (79,2 × 105,6)  | 2,49                |
| 01.07            | «Instrumentos musicales» 1) Una trompa | 28,8 × 40,9                 | 0,64                |
| 06.07            | «Cine español» 1) Retrato del actor José Luis López Vázquez | 28,8 × 40,9                 | 0,45                |
| 12.07            | «Patrimonio nacional - Tapices» (HB) 1) El tapiz Zenobia y el emperador Aureliano del siglo XVII, conservado en el Palacio Real de Madrid | 57,6 × 40,9 (115 × 144)     | 0,78                |
| 15.07            | «Catedrales» (HB) 1) La Catedral de Santa María de Segovia | 28,8 × 40,9 (105,6 × 79,2)  | 2,75                |
| 19.07            | «Espacios naturales de España» 1) El Parque nacional de los Picos de Europa en la cordillera Cantábrica y un oso pardo | 57,6 × 40,9                 | 0,45                |
| 19.07            | 2) El Parque nacional de Monfragüe en la provincia de Cáceres y un buitre negro | 57,6 × 40,9                 | 0,45                |
| 19.07            | 3) El Parque nacional de Sierra Nevada en la provincia de Granada y una cabra montés | 57,6 × 40,9                 | 0,45                |
| 03.09            | «Energías renovables» 1) Energía de la biomasa | 28,8 × 24,88                | 0,78                |
| 03.09            | 2) Energía mareomotriz | 28,8 × 24,88                | 0,78                |
| 03.09            | 3) Energía undimotriz | 28,8 × 24,88                | 0,78                |
| 09.09            | «Día Mundial del Alzheimer» 1) Motivo alusivo que ilustra el rostro difuminado de un anciano y la frase "pensamientos ausentes" | 40,9 × 28,8                 | 0,34                |
| 10.09            | «Deportes» 1) El logotipo del equipo de fútbol Cádiz C. F., con motivo del centenario de su fundación | 40,9 × 28,8                 | 0,34                |
| 15.09            | «Espacios naturales de España» 1) El Parque nacional de Ordesa y Monte Perdido en la provincia de Huesca y un rebeco aragonés | 57,6 × 40,9                 | 0,45                |
| 15.09            | 2) El Parque nacional del Teide en la isla de Tenerife (Canarias) y un tajinaste rojo | 57,6 × 40,9                 | 0,45                |
| 15.09            | 3) El parque natural Lago de Sanabria en la provincia de Zamora y un lobo ibérico | 57,6 × 40,9                 | 0,45                |
| 17.09            | «Patrimonio Mundial» 1) La Mezquita de Córdoba (HB) El sello muestra una vista de las arcadas del interior de la mezquita, dibujadas como si se tratara de la ilustración de una moneda de 2 euros. La hoja bloque reproduce un portal lateral | (104,5 × 150)               | 2,00                |
| 17.09            | 2) La Muralla de Lugo | 49,8 × 33,2                 | 0,34                |
| 20.09            | «Faros» (HB) 1) El faro de Ciudadela en la localidad homónima en la isla de Menorca (Baleares) | 28,8 × 40,9 (115,2 × 105,8) | 0,64                |
| 20.09            | 2) El faro Punta Cumplida en la isla de La Palma (Canarias) | 28,8 × 40,9 (115,2 × 105,8) | 0,64                |
| 20.09            | 3) El faro de San Ciprián en la localidad homónima (Lugo) | 28,8 × 40,9 (115,2 × 105,8) | 0,64                |
| 20.09            | 4) El faro de Punta de La Polacra en la punta homónima (Almería) | 28,8 × 40,9 (115,2 × 105,8) | 0,64                |
| 20.09            | 5) El faro de Cabo de Huertas en el cabo homónimo (Alicante) | 28,8 × 40,9 (115,2 × 105,8) | 0,64                |
| 20.09            | 6) El faro de Avilés en la ría homónima (Asturias) | 28,8 × 40,9 (115,2 × 105,8) | 0,64                |
| 02.10            | «Espacios naturales de España» 1) El Parque nacional de Aigüestortes y Lago de San Mauricio en la provincia de Barcelona y dos flores de genciana nival | 57,6 × 40,9                 | 0,45                |
| 02.10            | 2) El Parque nacional marítimo-terrestre del Archipiélago de Cabrera en las Baleares | 57,6 × 40,9                 | 0,45                |
| 05.10            | «Instrumentos musicales» 1) Un bombardino | 28,8 × 40,9                 | 0,34                |
| 08.10            | «Personajes» 1) El escritor y periodista Gonzalo Torrente Ballester | 28,8 × 40,9                 | 0,34                |
| 08.10            | 2) El misionero jesuita Vicente Ferrer | 28,8 × 40,9                 | 0,34                |
| 08.10            | 3) El escritor Francisco Ayala | 28,8 × 40,9                 | 0,34                |
| 11.10            | «América - UPAEP» 1) Diseño elegido por España para la emisión conjunta de la UPAEP de ese año bajo el tema "Símbolos nacionales", que representa el escudo nacional rodeado por una banda con los colores de la bandera española | 28,8 × 40,9                 | 0,78                |
| 11.10            | «Efemérides» 1) Diseño conmemorativo del bicentenario de la independencia de los países hispanoamericanos que muestra la silueta de seis personas, las banderas de Argentina, Bolivia, Colombia, Chile, El Salvador, Ecuador, España, México, Paraguay y Venezuela (países que conforman el llamado Grupo Bicentenario), y la inscripción "200 libres y unidos" | 40,9 × 28,8                 | 0,78                |
| 14.10            | «Urbanismo» 1) Retrato de Ildefonso Cerdá y una reproducción de su plano original del Ensanche de Barcelona | 40,9 × 28,8                 | 0,34                |
| 15.10            | «Diarios centenarios» 1) La cabecera de un ejemplar del periódico El Día de Santa Cruz de Tenerife en ocasión del centenario de su fundación | 40,9 × 28,8                 | 0,34                |
| 15.10            | «Moda española» (HB) Cuatro prendas femeninas diseñadas por el modisto Manuel Pertegaz 1) Un traje de novia de seda color marfil | 28,8 × 49,8 (105,6 × 150)   | 0,34                |
| 15.10            | 2) Un traje sastre de tafetán gris | 28,8 × 49,8 (105,6 × 150)   | 0,34                |
| 15.10            | 3) Un vestido de cóctel de tafetán estampado con motivos florales | 28,8 × 49,8 (105,6 × 150)   | 0,34                |
| 15.10            | 4) Un vestido de cóctel de encaje negro con ramilletes florales sobre fondo de raso blanco | 28,8 × 49,8 (105,6 × 150)   | 0,34                |
| 18.10            | «Alianza de Civilizaciones» (HB) Dos motivos alusivos a los dos países propulsores de la Alianza de Civilizaciones: España y Turquía 1) La Colegiata de Santa María la Mayor en la localidad de Toro (Zamora) | 40,9 × 28,8 (150 × 105,6)   | 0,64                |
| 18.10            | 2) La Mezquita de Ortaköy en Estambul | 40,9 × 28,8 (150 × 105,6)   | 0,78                |
| 18.10            | «Exfilna 2010» (HB) 1) Diseño alusivo a la XLVIII Exposición Filatélica Nacional (Exfilna), celebrada en Madrid entre el 18 y el 24 de octubre; el sello reproduce un sello de 3 cuartos de correo interior de Madrid de 1853, cuyo motivo central es el Oso y el Madroño y su respectiva plancha. La hoja bloque muestra cuatro diferentes formas de impresión de los sellos, las técnicas de: tipografía (la cabeza de La Matrona, efigie alegórica de España, emitida en 1870), calcografía (La maja desnuda de Goya, emitida en 1930), litografía (El Cid, emitido en 1940) y huecograbado (el rostro del rey Juan Carlos I, emitido en 1975) | 28,8 × 40,9 (105,6 × 79,2)  | 2,49                |
| 21.10            | «España, campeona del mundo de fútbol» (HB) 1) El trofeo de la Copa Mundial de Fútbol ganado por la selección española en el Mundial celebrado en Sudáfrica ese año, así como la estrella dorada que se le concede a la selección campeona. La hoja bloque muestra una foto con los integrantes del equipo campeón y su entrenador, Vicente del Bosque | 57,6 × 40,9 (150 × 105,6)   | 2,00                |
| 03.11            | «Navidad 2010» 1) Motivo alusivo que muestra una mujer y un bebé enmarcados en un recuadro | 28,8 × 40,9                 | 0,34                |
| 03.11            | 2) Motivo alusivo que muestra parcialmente a un padre con un bebé entre sus brazos, vistos a través de un arco sostenido por dos columnas, y de fondo un cielo con nubes | 28,8 × 40,9                 | 0,64                |
| 05.11            | «Milenario del Monasterio de Oña» (HB) 1) Detalle de un conjunto escultórico elaborado e piedra del Monasterio de San Salvador en la localidad de Oña (provincia de Burgos). La hoja bloque muestra la fachada principal del monasterio | 28,8 × 40,9 (105,6 × 79,2)  | 0,78                |
| 08.11            | «Catedrales» (HB) 1) La fachada principal de la Catedral Basílica de Santiago de Bilbao. La hoja bloque muestra un detalle del portal de entrada | 28,8 × 40,9 (79,2 × 105,6)  | 2,75                |